# シイナナルミ
シイナ ナルミ（1996年11月29日 - ）は、日本の、神奈川県出身のYouTuber、音楽タレントである。YouTuberとしての所属事務所はBitStar、音楽レーベルは、ポニーキャニオンである。

## 人物
- かつては、アイドルグループ、81momentのメンバーであり、アイドル時代は本名の椎名成美で活動をしていた[3]。
- 自分で脚本を制作し、他のYouTuberや俳優陣などを呼び撮影したオリジナルドラマを自身のYouTubeチャンネルにて投稿している。
- 2021年には、BitStarに所属[4]。

## コラボ
- 1st singleの『優しい彼氏』は、YouTuber×バンドのNon Stop Rabbitとのコラボ作品である。作曲はNon Stop Rabbitのメンバー田口達也。作詞は田口と、シイナナルミの共作。編曲はノンラビのほぼ全ての楽曲を編曲している鈴木Daichi秀行。
- シイナナルミはYouTubeに短編ドラマを3作出していて、1作目の「優しい彼氏」では、YouTuberのNon Stop Rabbit、楠ろあ、エド.comなどが出演し[7]、2作目の「努力は必ず報われない」には、同じくYouTuberの、禁断ボーイズ、楠ろあなど[8]が出演。3作目の、「仮面彼氏」は、YouTuberではなく、俳優や女優陣が出演している。[9]
- ノンストップラビットのYouTube動画「卒業生へ、卒業出来なかった人へ。」に出演し、Non Stop Rabbitの楽曲全部いいの歌唱に参加した[10]。

## 書籍
- 自己肯定感低すぎて嫉妬してるときの自分マジで化け物みたい（2019年12月5日、KADOKAWA）ISBN 978-4-04-064274-1[11]

### 雑誌
- 雑誌KIDS-TOKEI （2020年9月号）表紙

## 動画

### ドラマ
| 作品名               |
| -------------------- |
| 優しい彼氏           |
| 努力は必ず報われない |
| 仮面彼氏             |

### その他
| 公開日     | タイトル                                                                                                   |
| ---------- | --- |
| 2017/12/25 | 【史上最幸のクリスマス】有名YouTuberでMV撮ってみた【ミオヤマザキ】ラファエル×うさたにパイセン×ミオヤマザキ |
| 2018/09/03 | 【優しい彼氏】シイナナルミ×Non Stop Rabbit メイキング【ノンラビ】                                          |
| 2018/11/28 | シイナナルミ生誕祭でコラボをしたのでライブ映像を見せます。【ノンラビ】                                     |

## 出演
- 2017年12月27日 - テレビ東京系「水曜夜のエンターテイメントバトル エンタX」
- 2019年7月29日・9月9日・10月21日 - 「痛快TV スカッとジャパン」
- 2020年1月27日・4月20日 - 「痛快TV スカッとジャパン」
- 2021年1月18日 - 「痛快TV スカッとジャパン」
- 2022年3月7日 - 全っっっっっ然知らない街を歩いてみたものの Season2 第1話[12]

## 主なライブ

### ワンマンライブ・主催イベント
| 開催日         | タイトル                                                           | 備考                             |
| -------------- | ------------------------------------------------------------------ | -------------------------------- |
| 2018年11月24日 | シイナナルミ生誕祭2018～努力は必ず報われない～                     | ＠HOLIDAY SHINJUKU               |
| 2019年8月4日   | 『君のパンツを食べたい』リリース記念ミニライブ                     | ＠昭島モリタウン                 |
| 2019年9月20日  | シイナナルミ『君のパンツを食べたい』発売記念ミニライブ＆CDサイン会 | ＠タワーレコード新宿店           |
| 2019年10月4日  | シイナナルミ『君のパンツを食べたい』発売記念ミニライブ＆CDサイン会 | ＠タワーレコード渋谷店           |
| 2019年11月6日  | 『すきぴホリック』リリース直前スペシャルイベント                   | ＠Music Bar ROCKAHOLIC-Shinjuku- |

### 出演イベント
- 2016年11月07日 - COSMICBOXvol.36
- 2016年12月24日 - マボロシ可憐GeNE 3rd Anniversary meets ENIGMA
- 2019年05月05日 - 初代ミニマム級タイトルマッチ